# Glavočić vodenjak
Glavočić vodenjak (lat. Knipowitschia panizzae) riba je iz porodice glavoča (lat. Gobiidae). Ova vrsta je endemska vrsta Jadranskog mora i naraste do 5,5 cm duljine. Nastanjuje lagune, ušća rijeka, a također živi i u potpuno slatkoj vodi, u rijekama i potocima koji se ulijevaju u more. Živi manje od 2 godine, na muljevitom i pjeskovitom terenu skriven među biljnim svijetom, a hrani se malim beskralježnjacima. Bijeložućkaste je boje s mrljama po tijelu, koje su osobito guste bliže repu. Uništavanjem riječnih ušća u Jadranskom moru, ova vrsta je postala ugrožena.

## Rasprostranjenost
Glavočić vodenjak živi samo u Jadranu, odnosno, on je endemska vrsta Jadranskog mora.

## Vanjske poveznice
|  | Zajednički poslužitelj ima još gradiva o temi Knipowitschia panizzae |
|  | Wikivrste imaju podatke o taksonu Knipowitschia panizzae             |